# 日曜患者学校
『日曜患者学校』（にちようかんじゃがっこう）は、ラジオNIKKEI第1放送の『メディカルワイド』枠で放送されている教養番組・トーク番組である。放送時間は毎週日曜 21:00 - 21:30 （日本標準時）。

## 概要
毎回闘病者とその家族、彼らの支援者や医療従事者などをゲストに迎え、自らの体験談を語ってもらう。基本的に第1週 - 第3週にはがん患者を、第4週には脳卒中の後遺症を患っている人物を招く。

## パーソナリティ
- 樋野興夫（順天堂大学教授） - 第1週の「がん哲学学校」を担当。
- 川越厚（医学博士） - 第2週・第3週の「がんからの出発」を担当。この2週は過去の内容の再放送になる場合もある。
- 沼尾ひろ子（フリーアナウンサー） - 第4週の「脳卒中患者学校」を担当。